# Conus aureus
Conus aureus, vetenskapligt beskriven 1792 av Christian Hee Hwass, är en art i familjen kägelsnäckor.
Snäckan blir runt 4-8 cm lång. Den förekommer från Japan till Queensland (Australien), Nya Kaledonien och Tuamotuöarna.